# Xã Dallas, Quận Webster, Missouri
Xã Dallas (tiếng Anh: Dallas Township) là một xã thuộc quận Webster, tiểu bang Missouri, Hoa Kỳ. Năm 2010, dân số của xã này là 1.653 người.